# Al Fremont
Al Fremont (Alfred W. Fremond) est un acteur américain né le 23 février 1860 à Cohoes (État de New York) et mort le 16 janvier 1930 à Los Angeles (Californie).
Il ne fait carrière qu'au temps du muet.

## Filmographie partielle
- 1918 : Salomé de J. Gordon Edwards : Galla
- 1918 : The Blindness of Divorce de Frank Lloyd : le détective
- 1919 : Le Soupçon (The Girl with No Regrets) de Harry F. Millarde
- 1921 : La Reine de Saba (Queen of Sheba) de J. Gordon Edwards : Le capitaine de l'armée
- 1922 : La Manière forte (For Big Stakes) de Lynn Reynolds : le shérif Blaisdell
- 1918 : When a Woman Sins de J. Gordon Edwards : Augustus Van Brooks
- 1919 : Pitfalls of a Big City de Frank Lloyd : Dave Garrity
- 1921 : Un homme libre (The Big Punch) de John Ford : l'ami de Jed
- 1921 : Trailin' de Lynn Reynolds
- 1923 : Brass Commandments de Lynn Reynolds
- 1923 : Cupid's Fireman de William A. Wellman : chef de caserne
- 1924 : Not a Drum Was Heard de William A. Wellman :  le shérif
- 1927 : Monsieur... Mademoiselle (She's a Sheik) de Clarence G. Badger